# Giải thưởng Nghệ thuật Baeksang lần thứ 58
Lễ trao giải Giải thưởng Nghệ thuật Baeksang lần thứ 58 (tiếng Hàn: 제58회 백상예술대상) do tập đoàn JoongAng tổ chức, buổi lễ trao giải được tổ chức tại KINTEX, Ilsanseo-gu, tỉnh Gyeonggi vào ngày 6 tháng 5 năm 2022, lúc 19:45 (KST). Shin Dong-yup, Bae Suzy và Park Bo-gum đóng vai trò là người dẫn chương trình tại buổi lễ trao giải. Buổi lễ được phát sóng trực tiếp tại Hàn Quốc bởi JTBC và ở những khu vực lãnh thổ khác bên ngoài Hàn Quốc trên nền tảng TikTok. Là một trong những lễ trao giải thường niên và danh giá nhất của Hàn Quốc, nhằm tôn vinh những cá nhân, đội ngũ, tác phẩm xuất sắc nhất trong lĩnh vực điện ảnh, truyền hình và sân khấu.
Các đề cử được công bố vào ngày 11 tháng 4 năm 2022 thông qua trang web chính thức. Tất cả các tác phẩm phát hành trong khoảng thời gian từ ngày 12 tháng 4 năm 2021 đến ngày 31 tháng 3 năm 2022 đều đủ điều kiện để nhận được đề cử. Những ứng viên cuối cùng cho hạng mục Daesang – Phim điện ảnh là bộ phim Thoát khỏi Mogadishu và đạo diễn Ryoo Seung-wan.

## Đề cử và đoạt giải
- Tác phẩm và người đoạt giải được liệt kê ở đầu danh sách và được in đậm.[7]
  - Các đề cử.[8][9]

### Điện ảnh
| Daesang | Phim điện ảnh xuất sắc nhất |
| - Ryoo Seung-wan (đạo diễn) – Thoát khỏi Mogadishu - Thoát khỏi Mogadishu | - Thoát khỏi Mogadishu - Kingmaker - Miracle: Letters to the President - Sewing Sisters - Nothing Serious |
| Đạo diễn xuất sắc nhất | Đạo diễn mới xuất sắc nhất |
| - Byun Sung-hyun – Kingmaker - Ryoo Seung-wan – Thoát khỏi Mogadishu - Park Dong-hoon – In Our Prime - Lee Jang-hoon – Miracle: Letters to the President - Jeong Ga-young – Nothing Serious                                                                                          | - Jo Eun-ji – Perhaps Love - Kim Chang-ju – Án tử trên xe - Namkoong Seon – Ten Months - Pil Kam-sung – Con tin: Ngôi sao mất tích - Hong Sung-eun – Aloners |
| Nam diễn viên chính xuất sắc nhất | Nữ diễn viên chính xuất sắc nhất |
| - Sol Kyung-gu – Kingmaker trong vai Kim Woon-beom - Kim Yoon-seok – Thoát khỏi Mogadishu trong vai Han Sin-seong - Lee Sun-kyun – Kingmaker trong vai Seo Chang-dae - Jung Woo – Hot Blooded trong vai Park Hee-so - Choi Min-sik – In Our Prime trong vai Lee Hak-sung             | - Lee Hye-young – In Front of Your Face trong vai Sang-ok - Go Doo-shim – Everglow trong vai Jin-ok - Park So-dam – Quái xế giao hàng trong vai Eun-ha - Im Yoon-ah – Miracle: Letters to the President trong vai Song Ra-hee - Jeon Jong-seo – Nothing Serious trong vai Ja-young    |
| Nam diễn viên phụ xuất sắc nhất | Nữ diễn viên phụ xuất sắc nhất |
| - Jo Woo-jin – Kingmaker trong vai Director Lee - Koo Kyo-hwan – Thoát khỏi Mogadishu trong vai Tae Joon-ki - Park Yong-woo – Spiritwalker trong vai Director Park - Sung Yoo-bin – Perhaps Love trong vai Kim Sung-kyung - Heo Joon-ho – Thoát khỏi Mogadishu trong vai Rim Yong-su | - Lee Soo-kyung – Miracle: Letters to the President trong vai Jung Bo-kyung - Kim So-jin – Thoát khỏi Mogadishu trong vai Kim Myung-hee - Kim Jae-hwa – Thoát khỏi Mogadishu trong vai Jo Soo-jin - Shim Dal-gi – Snowball trong vai Ah-ram - Oh Na-ra – Perhaps Love trong vai Mi-ae |
| Nam diễn viên mới xuất sắc nhất | Nữ diễn viên mới xuất sắc nhất |
| - Lee Hong-nae – Hot Blooded trong vai Ah-mi - Kim Dong-hwi – In Our Prime trong vai Han Ji-woo - Kim Jae-beom – Con tin: Ngôi sao mất tích trong vai Choi Ki-wan - Moo Jin-sung – Perhaps Love trong vai Yoo-jin - Jung Jae-kwang – Not Out trong vai Shin Gwang-ho                 | - Lee Yoo-mi – Nổi loạn tuổi 18 trong vai Yoon Se-jin - Gong Seung-yeon – Aloners trong vai Ji-na - Bang Min-ah – Snowball trong vai Kang-i - Seohyun – Tình yêu và trói buộc trong vai Jung Ji-woo - Choi Sung-eun – Ten Months trong vai Choi Mi-rae                                |
| Biên kịch xuất sắc nhất | Thành tựu kỹ thuật xuất sắc nhất |
| - Jeong Ga-young, Wang Hye-ji – Nothing Serious - Namkoong Sun – Ten Months - Ryoo Seung-wan, Lee Gi-cheol – Thoát khỏi Mogadishu - Byun Sung-Hyun, Kim Min-soo – Kingmaker - Lee Yong-jae – In Our Prime                                                                            | - Choi Young-hwan (Quay phim) – Thoát khỏi Mogadishu - Kang Jong-ik, Seo Byung-cheol (VFX) – Hải tặc: Kho báu hoàng gia cuối cùng - Cho Hyung-rae (Quay phim) – Kingmaker - Choi Seong-gyeom (Điều phối viên đóng thế) – Special Cargo - Han Ah-reum (Chỉ đạo nghệ thuật) – Kingmaker |

#### Phim điện ảnh giành nhiều danh hiệu nhất
Các bộ phim sau đây đã giành được nhiều giải thưởng nhất:
| Giải thưởng | Phim điện ảnh        |
| ----------- | -------------------- |
| 3           | Thoát khỏi Mogadishu |
| 3           | Kingmaker            |

#### Phim điện ảnh nhận được nhiều đề cử nhất
Các bộ phim sau đây đã nhận được nhiều đề cử nhất:
| Đề cử | Phim điện ảnh                     |
| ----- | --------------------------------- |
| 7     | Thoát khỏi Mogadishu              |
| 6     | Kingmaker                         |
| 4     | Miracle: Letters to the President |
| 4     | Nothing Serious                   |
| 4     | Perhaps Love                      |
| 4     | In Our Prime                      |
| 3     | Ten Months                        |
| 2     | Special Cargo                     |
| 2     | Con tin: Ngôi sao mất tích        |
| 2     | Hot Blooded                       |
| 2     | Aloners                           |

### Truyền hình
| Daesang | |
| - Trò chơi con mực (Netflix) | |
| 2 | Đạo diễn xuất sắc nhất |
| - Truy bắt lính đào ngũ (Netflix) - Tuổi hai lăm, tuổi hai mốt (tvN) - Trò chơi con mực (Netflix) - Viền đỏ trên tay áo (MBC) - Political Fever (Wavve) | - Hwang Dong-hyuk – Trò chơi con mực - Yoon Sung-ho – Political Fever - Lee Na-jung – Sở hữu - Jung Ji-in – Viền đỏ trên tay áo - Han Jun-hee – Truy bắt lính đào ngũ |
| Chương trình giải trí xuất sắc nhất | Chương trình giáo dục xuất sắc nhất |
| - Street Woman Fighter (Mnet) - Shooting Stars (SBS) - Single's Inferno (Netflix) - You Quiz on the Block (tvN) - Transit Love (TVING) | - Docu Insight: National Representative (KBS) - Great Minds (EBS) - Story of the Day When You Bite Your Tail (mùa 3) (SBS) - My Golden Kids (Channel A) - Kiss the Universe (KBS) |
| Nam diễn viên chính xuất sắc nhất | Nữ diễn viên chính xuất sắc nhất |
| - Lee Jun-ho – Viền đỏ trên tay áo trong vai Yi San, Triều Tiên Chính Tổ - Kim Nam-gil – Vượt qua bóng tối trong vai Song Ha-young - Lee Jung-jae – Trò chơi con mực trong vai Seong Gi-hun - Im Si-wan – Tracer trong vai Hwang Dong-joo - Jung Hae-in – Truy bắt lính đào ngũ trong vai Ahn Jun-ho                            | - Kim Tae-ri – Tuổi hai lăm, tuổi hai mốt trong vai Na Hee-do - Kim Hye-soo – Tòa án vị thành niên trong vai Shim Eun-seok - Park Eun-bin – Luyến mộ trong vai Thế tử Lee Hwi / Dam-yi / Yeon-seon - Lee Se-young – Viền đỏ trên tay áo trong vai Seong Deok-im, Nghi tần Thành thị - Han So-hee – My Name trong vai Yoon Ji-woo / Oh Hye-jin |
| Nam diễn viên phụ xuất sắc nhất | Nữ diễn viên phụ xuất sắc nhất |
| - Cho Hyun-chul – Truy bắt lính đào ngũ trong vai Cho Seok-bong - Lee Deok-hwa – Viền đỏ trên tay áo trong vai Triều Tiên Chính Tổ - Lee Hak-joo – Political Fever trong vai Kim Soo-jin - Lee Hyun-wook – Sở hữu trong vai Han Ji-yong - Heo Sung-tae – Trò chơi con mực trong vai Jang Deok-su                                | - Kim Shin-rok – Bản án từ địa ngục trong vai Park Jeong-ja - Kang Mal-geum – Thirty-Nine trong vai Cha Mi-hyun - Kim Joo-ryoung – Trò chơi con mực trong vai Han Mi-nyeo - Ok Ja-yeon – Sở hữu trong vai Kang Ja-kyung - Jang Hye-jin – Viền đỏ trên tay áo trong vai Cung nữ Seo                                                            |
| Nam diễn viên mới xuất sắc nhất | Nữ diễn viên mới xuất sắc nhất |
| - Koo Kyo-hwan – Truy bắt lính đào ngũ trong vai Han Ho-yul - Shin Seung-ho – Truy bắt lính đào ngũ trong vai Hwang Jang-soo - Yoo In-soo – Ngôi trường xác sống trong vai Yoon Gwi-nam - Choi Hyun-wook – Tuổi hai lăm, tuổi hai mốt trong vai Moon Ji-woong - Tang Jun-sang – Đội cầu lông thiếu niên trong vai Yoon Hae-kang | - Kim Hye-jun – Inspector Koo trong vai K / Song Yi-kyung - Lee Yeon – Tòa án vị thành niên trong vai Baek Seong-woo - Lee Yoo-mi – Ngôi trường xác sống trong vai Lee Na-yeon - Jung Ho-yeon – Trò chơi con mực trong vai Kang Sae-byeok - Cho Yi-hyun – Ngôi trường xác sống trong vai Choi Nam-ra                                          |
| Nam nghệ sĩ tạp kỹ xuất sắc nhất | Nữ nghệ sĩ tạp kỹ xuất sắc nhất |
| - Lee Yong-jin - Kim Gu-ra - Moon Se-yoon - Jo Se-ho - Key | - Joo Hyun-young - Song Eun-i - Lee Mi-joo - Lee Eun-ji - Hong Jin-kyung |
| Biên kịch xuất sắc nhất | Thành tựu kỹ thuật xuất sắc nhất |
| - Kim Min-seok – Tòa án vị thành niên - Kim Hong-ki, Park Nu-ri, Choi Sung-jin, Yoon Sung-ho – Political Fever - Baek Mi-kyung – Sở hữu - Lee Na-eun – Mùa hè yêu dấu của chúng ta - Hwang Dong-hyuk – Trò chơi con mực | - Jung Jae-il (Âm nhạc) – Trò chơi con mực - Kwon Tae-eun (Âm nhạc) – King of Mask Singer, Sing Again (mùa 2), Poongryu, Superband (mùa 2) - Kim Hwa-young (Quay phim) – Viền đỏ trên tay áo - Eom Young-shik, Kim Da-hee (Hoạt họa) – Các tế bào của Yumi - Chae Kyung-sun (Chỉ đạo nghệ thuật) – Trò chơi con mực                           |

#### Chương trình truyền hình giành nhiều danh hiệu nhất
Các chương trình truyền hình sau đây đã giành được nhiều giải thưởng nhất:
| Giải thưởng | Chương trình truyền hình |
| ----------- | ------------------------ |
| 3           | Truy bắt lính đào ngũ    |
| 3           | Trò chơi con mực         |

#### Chương trình truyền hình nhận được nhiều đề cử nhất
Các chương trình truyền hình sau đây đã nhận được nhiều đề cử nhất:
| Đề cử | Chương trình truyền hình   |
| ----- | -------------------------- |
| 8     | Trò chơi con mực           |
| 7     | Viền đỏ trên tay áo        |
| 5     | Truy bắt lính đào ngũ      |
| 4     | Tòa án vị thành niên       |
| 4     | Sở hữu                     |
| 4     | Political Fever            |
| 3     | Ngôi trường xác sống       |
| 3     | Tuổi hai lăm, tuổi hai mốt |

### Sân khấu kịch
| Baeksang Play | Vở kịch ngắn hay nhất |
| - Jakdang Mock – Turkish March - Extreme Hatangse – Theater Company - Roadkill in the Theater – National Theater Company - Fall II – Project Group Bar-Dabab - Hongpyeong Gukjeon – Theatre 907 | - Kim Mi-ran (đạo diễn) – This May Be a Failed Story - Over the Crowd: Solving the Story – Pansoria Jit Nollae Box - Lee Oh-jin (đạo diễn và biên kịch) – Call Time - Lee Hong-do (nhà sản xuất) – Lee Hong-do's Autobiography (My Playwright Life) - Han Hyeon-joo (nhà sản xuất) – House: House Sonata |
| Nam diễn viên chính xuất sắc nhất | Nữ diễn viên chính xuất sắc nhất |
| - Park Wan-gyu – Red Leaves - Kwon Jeong-hoon – The Sun - Kim Dong-hyun – A Man Typing a Typewriter - Yoon Sang-hwa – The Good Monster - Jung Kyung-ho – Angels in America                      | - Hwang Sun-mi – Hongpyeong Gukjeon - Kang Ji-eun – Leader - Park Eun-kyung – The Time of Leaven - Park Ji-young – This May Be a Failed Story - Shin Yoon-ji – Hee-in Crazy for Youth Club |

### Giải thưởng đặc biệt
Cuộc bình chọn cho giải thưởng TikTok Popularity Award được tổ chức từ 11:00 (KST) ngày 22 tháng 4 đến 18:00 (KST) ngày 29 tháng 4 thông qua nền tảng TikTok.
| Giải thưởng                   | Người nhận |
| ----------------------------- | ---------- |
| TikTok Popularity Award (Nam) | Lee Jun-ho |
| TikTok Popularity Award (Nữ)  | Kim Tae-ri |

## Người trao giải và trình diễn
Các cá nhân và nhóm sau đây, được liệt kê theo thứ tự xuất hiện, vai trò của họ được phân chia ra, có thể là người trao giải thưởng, trình diễn âm nhạc hoặc diễn kịch.

### Người trao giải
| Người trao giải                                                | Hạng mục | Nguồn  |
| -------------------------------------------------------------- | --- | ------ |
| Lee Do-hyun và Park Ju-hyun                                    | Nam diễn viên mới xuất sắc nhất – Truyền hình, Nữ diễn viên mới xuất sắc nhất – Truyền hình                                    | [ 12 ] |
| Hong Kyung và Choi Jung-woon                                   | Nam diễn viên mới xuất sắc nhất – Điện ảnh, Nữ diễn viên mới xuất sắc nhất – Điện ảnh và Đạo diễn mới xuất sắc nhất – Điện ảnh | [ 12 ] |
| Park So-dam                                                    | Vở kịch ngắn hay nhất | [ 12 ] |
| Choi Min-ho và Chae Soo-bin                                    | TikTok Popularity Awards cho Nam diễn viên được yêu thích nhất và Nữ diễn viên được yêu thích nhất                             | [ 12 ] |
| Go Soo                                                         | Thành tựu kỹ thuật xuất sắc nhất – Truyền hình và Thành tựu kỹ thuật xuất sắc nhất – Điện ảnh                                  | [ 12 ] |
| Kang Ha-neul và Lee Yoo-young                                  | Biên kịch xuất sắc nhất – Phim truyền hình và Biên kịch xuất sắc nhất – Điện ảnh                                               | [ 12 ] |
| Park Jeong-min và Kim Sun-young                                | Nam diễn viên phụ xuất sắc nhất – Điện ảnh và Nữ diễn viên phụ xuất sắc nhất – Điện ảnh                                        | [ 12 ] |
| Oh Jeong-se và Yeom Hye-ran                                    | Nam diễn viên phụ xuất sắc nhất – Truyền hình và Nữ diễn viên phụ xuất sắc nhất – Truyền hình                                  | [ 12 ] |
| Cha Eun-woo và Lee Da-hee                                      | Chương trình giải trí xuất sắc nhất và Chương trình giáo dục xuất sắc nhất                                                     | [ 12 ] |
| Kim Woo-bin và Lee Kwang-soo                                   | Đạo diễn xuất sắc nhất – Truyền hình và Đạo diễn xuất sắc nhất – Điện ảnh                                                      | [ 12 ] |
| Lee Seung-gi và Jang Do-yeon                                   | Nam nghệ sĩ tạp kỹ xuất sắc nhất và Nữ nghệ sĩ tạp kỹ xuất sắc nhất                                                            | [ 12 ] |
| Choi Soon-jin và Lee Bong-ryun                                 | Nam diễn viên chính xuất sắc nhất – Sân khấu kịch và Nữ diễn viên chính xuất sắc nhất – Sân khấu kịch                          | [ 12 ] |
| Yoo Ah-in và Jeon Jong-seo                                     | Nam diễn viên chính xuất sắc nhất – Điện ảnh và Nữ diễn viên chính xuất sắc nhất – Điện ảnh                                    | [ 12 ] |
| Shin Ha-kyun và Kim So-yeon                                    | Nam diễn viên chính xuất sắc nhất – Truyền hình và Nữ diễn viên chính xuất sắc nhất – Truyền hình                              | [ 12 ] |
| Moon So-ri                                                     | Baeksang Play Award | [ 12 ] |
| Yum Jung-ah                                                    | Phim truyền hình xuất sắc nhất và Phim điện ảnh xuất sắc nhất                                                                  | [ 12 ] |
| Lee Joon-ik                                                    | Daesang – Điện ảnh | [ 12 ] |
| Hong Jeong-do (Phó Chủ tịch JoongAng Ilbo JTBC) và Yoo Jae-suk | Daesang – Truyền hình | [ 12 ] |

### Trình diễn
| Nghệ sĩ                                       | Vai trò   | Tiết mục trình diễn | Nguồn  |
| --------------------------------------------- | --------- | ------------------- | ------ |
| Các nghệ sĩ tham gia chương trình Hot Singers | Biểu diễn | "This Is Me"        | [ 13 ] |